# Acanthocereus paradoxus
Acanthocereus paradoxus es una especie de planta suculenta perteneciente al género Acanthocereus, dentro de la familia Cactaceae. Es endémica del suroeste de México (concretamente del estado de Jalisco).

## Descripción
Acanthocereus paradoxus es una especie de cactus trepador o rastrero, bastante grande y extenso que puede crecer hasta 3 metros de altura. El tallo tiene nervaduras y se ramifica en varios segmentos, lo que le da la apariencia de un alambre de púas. Los tallos segmentados son cilíndricos y cada segmento tiene numerosas areolas con espinas que ayudan a proteger a la planta de los depredadores.

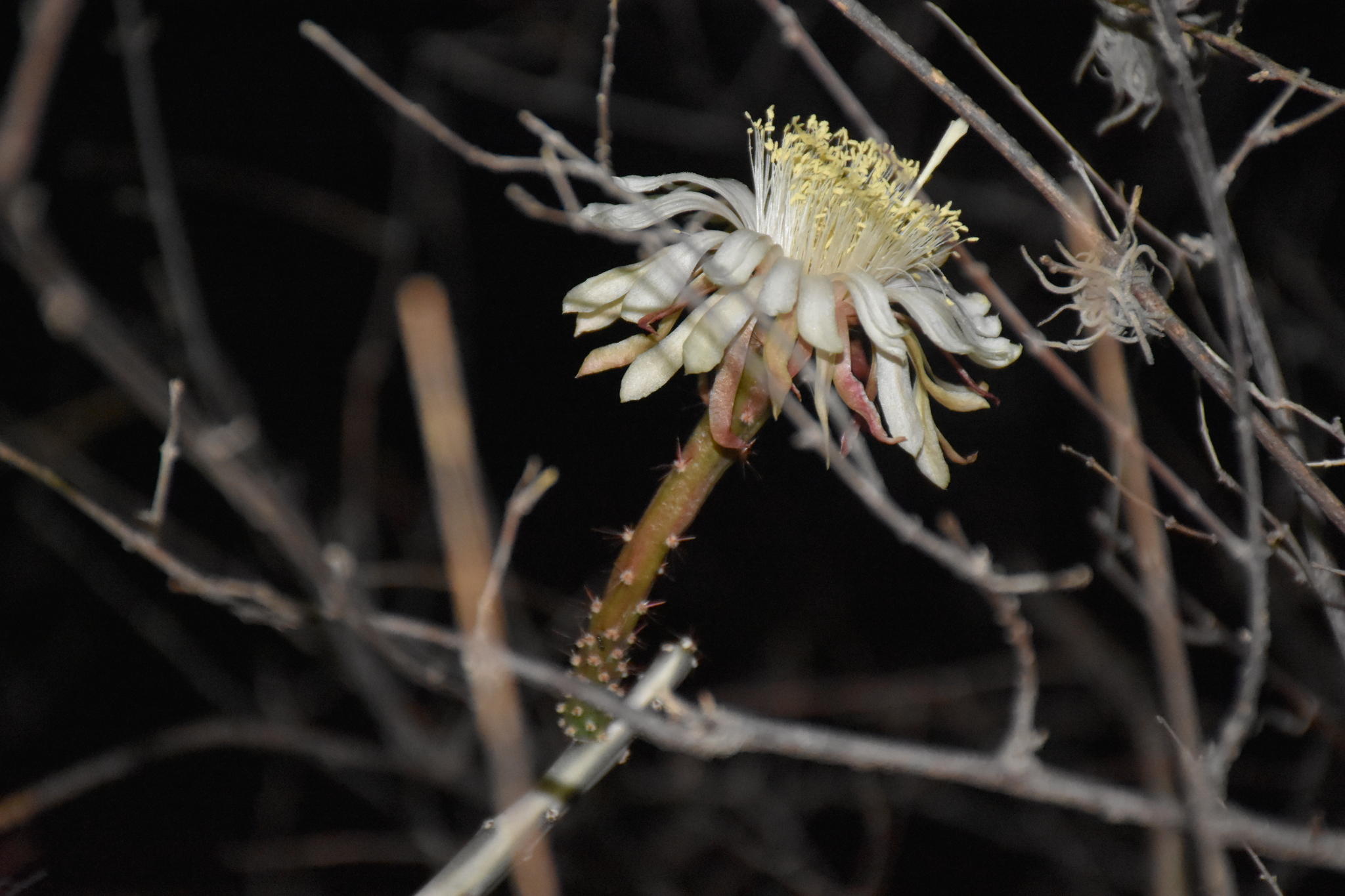
Detalle de la flor

Produce flores blancas que florecen por la noche y se cierran durante el día. Las flores tienen forma de embudo y pétalos largos y delgados que les dan una apariencia elegante.
Está bien adaptada a su hábitat árido y es capaz de almacenar agua en su tallo durante períodos prolongados, lo que le permite sobrevivir a períodos de sequía.

## Distribución y hábitat

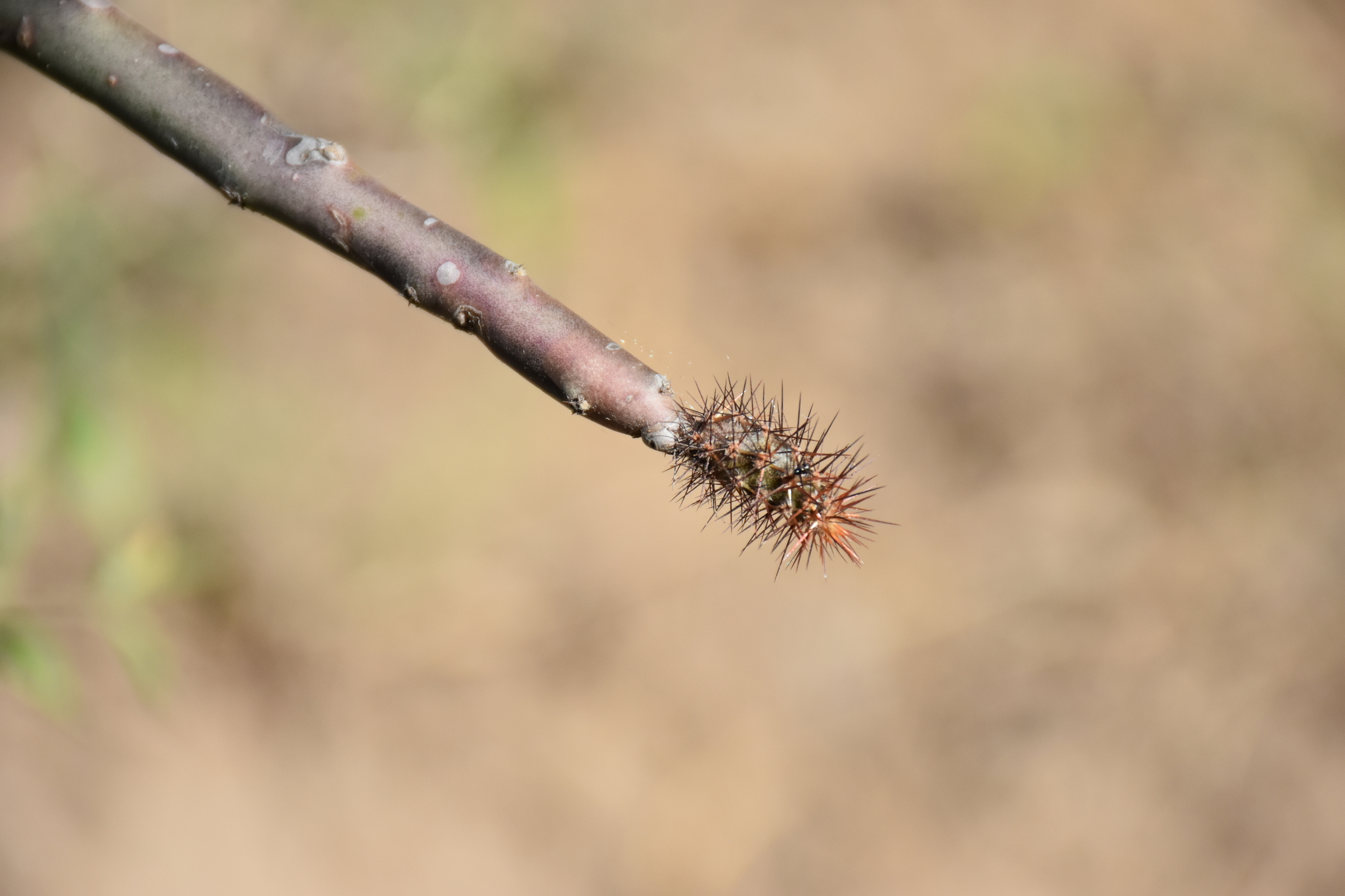
Detalle del tallo

El área de distribución nativa de esta especie es México (concretamente del estado de Jalisco) y crece principalmente en el bioma tropical estacionalmente seco.

## Taxonomía
Acanthocereus paradoxus fue descrita por Pedro González-Zamora y Daniel Sánchez y publicada por primera vez en Phytotaxa 470: 146 en 2020.

Etimología
- Acanthocereus: nombre genérico que deriva de las palabras griegas akantha (que significa 'espinoso') y cereus (que significa 'vela', 'cirio'), haciendo referencia a su forma columnar espinosa.[3]
- paradoxus: epíteto específico que deriva de la palabra griega paradoxa (que significa 'extraño' o 'inusual'), haciendo referencia a las características peculiares de esta especie.[4]

## Usos
Se cultiva principalmente como planta ornamental y su propagación se realiza normalmente a través de semillas o esquejes.